# STREGA
STREGA（すとれが）は、クオリティコンフィデンス株式会社のアダルトゲームブランドである。

## 概要
2012年8月に、クオリティコンフィデンス株式会社のゲームブランドとして、「木洩れ陽のノスタルジーカ」を発表。スタッフにホビボックス株式会社のゲームブランドであるキャラメルBOXに在籍していた原画家ののり太とシナリオライターの嵩夜あやの2人がいた事で、2人のホビボックス株式会社退社の事実が明らかとなった。
2015年1月に、STREGAの公式サイトが消滅している事が判明。これについて、Twitterにて嵩夜あやがゲームブランドSTREGAが既に解散している事を明らかにした。STREGAの公式サイトは消滅したままであるが、STREGAは木洩れ陽のノスタルジーカのゲーム紹介ページのみをアダルトゲームの情報サイトであるDependSpaceに提供したようで、2017年5月現在も閲覧する事が可能である。

## 発売ゲーム一覧
- 2013年（平成25年）2月22日 - 木洩れ陽のノスタルジーカ（初回限定版）[2]

## 主要な制作スタッフ

### 所属スタッフ
- 原画
  - のり太

- シナリオ
  - 嵩夜あや

- グラフィック
  - カヴ
  - 柳

## その他
- キャラメルBOXに所属していた、原画：のり太と、シナリオ（原作/原案）嵩夜あやがタッグを組んだ新ブランド。
- 木洩れ陽のノスタルジーカがデビュー作となる、カウントダウンボイスではキャラメルBOX作品のネタも含まれることもあった。